# Greg Phillinganes
 (août 2022).
Si vous disposez d'ouvrages ou d'articles de référence ou si vous connaissez des sites web de qualité traitant du thème abordé ici, merci de compléter l'article en donnant les références utiles à sa vérifiabilité et en les liant à la section « Notes et références ».
Greg Phillinganes, né le 12 mai 1956 à Détroit, est un parolier, compositeur, claviériste et chanteur américain. En tant que claviériste, il a notamment joué pour Eric Clapton, Michael Jackson, David Gilmour, ainsi que dans le groupe Toto de 2003 à 2008, et depuis 2024.

## Carrière musicale
Dans les années 1970, il commence sa carrière en jouant avec des artistes tels que Stevie Wonder, The Jacksons et Michael Jackson, Paul McCartney, Eric Clapton, ou Donald Fagen entre autres. En 1982, il participe à la composition et à l'enregistrement de l'album Thriller de Michael Jackson, où il est claviériste sur plusieurs chansons. C'est à cette occasion qu'il rencontre les membres du groupe Toto qui participent eux aussi sur l'album. Il retrouve Toto en 2003 et joue avec eux jusqu'en 2008. 
En 1985, il collabore avec Michael Jackson et Lionel Richie à l’élaboration de We Are the World, c'est lui qui joue la partie de piano sur cette chanson mondialement célèbre. La collaboration de Greg Phillinganes avec Michael Jackson sera fructueuse puisqu'on le retrouvera sur 4 albums de ce dernier et  par la suite sur les tournées Bad World Tour (1987-89) et Dangerous World Tour (1992-93).  
En 2016, il rejoint David Gilmour sur sa tournée Rattle That Lock Tour en tant que claviériste, ainsi que sur l'album Live at Pompeii en 2017. Il le retrouve de nouveau pour sa tournée de 2024.

## Discographie

### En solo
- Significant Gains (1981)
- Pulse (1984)

### Paul McCartney
- Egypt Station - Piano sur Come On to Me

### Quincy Jones
- One Hundred Ways (1981)

### John Mayer
- Sob Rock (2021)

### Michael Jackson
- Off the Wall (1979)
- Thriller (1982)
- Bad (1987)
- Dangerous (1991)

### David Gilmour
- Live at Pompeii (2017)

### Laura Branigan
- Laura Branigan (1990)

### Donna Summer
- Donna Summer (1982)

### Sheryl Crow
- Threads (2019)

### Mick Jagger
- Primitive Cool (1987)

### Deniece Williams
- When Love Comes Calling (1978)
- Special Love (1989)

### Thelma Houston
- Ready to Roll (1978)

### Dionne Warwick
- Finder of Lost Loves (1985)
- Reservations for Two (1987)

### Richard Marx
- Rush Street (1991)
- Flesh and Bone (1997)
- Days in Avalon (2000)

### Toni Braxton
- Secrets (1996)
- The Heat (2000)
- Libra (2005)

### Stephen Bishop
- Bish (1978)

### Brenda Russell
- Kiss Me with the Wind (1990)
- Paris Rain (2000)

### Paul Simon
- Hearts and Bones (1983)
- The Rhythm of the Saints (1990)

### Michael Bublé
- Call Me Irresponsible (2007)

### Bill Withers
- Watching You Watching Me (1985)

### Michael McDonald
- If That's What It Takes (1982)
- Blink of an Eye (1993)

### Barbra Streisand
- Back to Broadway (1993)
- Higher Ground (1997)

### Rod Stewart
- Soulbook (2009)

### Leo Sayer
- Leo Sayer (1978)

### Elvis Costello
- Painted from Memory (1998)

### Stevie Nicks
- Rock a Little (1985)

### Willie Nelson
- The Great Divide (2002)

### Anita Baker
- Rapture (1986)
- Compositions (1990)
- Rhythm of Love (1994)

### Ronan Keating
- When Ronan Met Burt (2011)

### Faith Evans
- Keep the Faith (1998)

### Paul Young
- The Crossing (1993)

### Melissa Manchester
- Don't Cry Out Loud (1978)

### Natalie Cole
- Dangerous (1985)
- Everlasting (1987)

### Mariah Carey
- Merry Christmas (1994)

### Al Jarreau
- High Crime (1984)
- My Old Friend: Celebrating George Duke (2014)

### Leonard Cohen
- The Future (1992)

### Chaka Khan
- What Cha' Gonna Do for Me (1981)

### Patti Austin
- Patti Austin (1984)
- The Real Me (1988)
- Love Is Gonna Getcha (1990)
- Carry On (1991)
- That Secret Place (1994)
- On the Way to Love (2001)
- Sound Advice (2011)

### Bryan Ferry
- Taxi (1993)

### Ray Parker Jr.
- After Dark (1987)

### Minnie Riperton
- Love Lives Forever (1980)

### Wynonna Judd
- What the World Needs Now Is Love (2003)

### Joan Armatrading
- What's Inside (1995)

### Olivia Newton-John
- Soul Kiss (1985)

### Richie Sambora
- Undiscovered Soul (1998)

### Boz Scaggs
- Fade into Light (1996)
- Dig (2001)

### Cheryl Lynn
- In Love (1979)

### Jennifer Holliday
- Feel My Soul (1983)

### Roberta Flack
- Oasis (1988)
- Set the Night to Music (1991)

### Michael Bolton
- Timeless: The Classics (1992)
- Timeless: The Classics Vol. 2 (1999)

### Ilse DeLange
- Clean Up (2003)

### James Taylor
- October Road (2002)

### Jennifer Rush
- Heart Over Mind (1987)

### Eddie Money
- Life for the Talking (1979)

### Diane Schuur
- Friends For Schuur (2000)

### Philip Bailey
- Triumph (1986)

### Kenny Loggins
- Vox Humana (1985)
- Leap of Faith (1991)
- The Unimaginable Life (1997)

### Patti LaBelle
- Winner in You (1986)
- Burnin' (1991)
- Timeless Journey (2004)

### Terence Trent D'Arby
- Symphony or Damn (1993)

### Peabo Bryson et Roberta Flack
- Born to Love (1983)

### Neil Diamond
- Primitive (1984)
- Headed for the Future (1986)
- Melody Road (2014)

### Donald Fagen
- The Nightfly (1982)

### Earth, Wind & Fire
- I've Had Enough  (1981)

### Rickie Lee Jones
- The Magazine (1984)
- Flying Cowboys (1989)
- The Evening of My Best Day (2003)

### Lionel Richie
- Lionel Richie (1982)
- Can't Slow Down  (1983)
- Dancing on the Ceiling  (1986)

### Joe Cocker
- Civilized Man (1984)
- Night Calls (1991)

### Stephanie Mills
- Merciless (1983)

### Peter Allen
- I Could Have Been a Sailor (1979)

### Syreeta Wright
- One to One (1977)

### The Jacksons
- Destiny (1978)
- Triumph (1980)

### George Benson
- Give Me the Night (1980)
- In Your Eyes (1983)
- While the City Sleeps... (1986)
- Songs and Stories (2009)

### Toto
- Falling in Between (2006)

### Aretha Franklin
- Love All the Hurt Away (1981)

### Donald Byrd
- Thank You...For F.U.M.L. (Funking Up My Life) (1978)

### Eric Clapton
- Behind the Sun (1985)
- August (1986)
- Journeyman (1989)
- Pilgrim (1998)

### Stevie Wonder
- Songs in the Key of Life (1976)
- Conversation Peace (1995)
- A Time to Love (2005)

### The Pointer Sisters
- Special Things (1980)
- Black & White (1981)
- So Excited! (1982)
- Break Out (1983)

## Pour approfondir